# Ravensthorpe (West-Australië)
Ravensthorpe is een plaats in de regio Goldfields-Esperance in West-Australië, 541 kilometer ten zuidoosten van Perth, 295 kilometer ten noordoosten van Albany en 187 kilometer ten westen van Esperance. Het telde 580 inwoners in 2021, tegenover 1.100 in 2006.

## Geschiedenis
De Wudjari Nyungah Aborigines waren de oorspronkelijke bewoners van de streek.
In 1841 trok Edward John Eyre door de streek tijdens een expeditie van Adelaide naar Albany. John Septimus Roe bracht de streek in kaart in 1848. Rond 1868 vestigden de gebroeders Dunn er zich. In 1870 bezocht John Forrest de streek ter voorbereiding van de aanleg van de telegraaflijn die het oosten en westen van Australië diende te verbinden. Hij ontmoette er John Dunn. Het jaar erop dreven de gebroeders Dunn schapen vanuit Albany, over land, naar hun boerderij. In 1873 kreeg John Dunn 4.049 hectare grondgebied toegewezen dat hij Cocanarup noemde. John Dunn werd in 1880 door Aborigines gedood. Er volgden represailles. Vele Aborigines werden gedood, anderen vluchtten.
In 1898 vond James Dunn goud langs de rivier Phillips. Phillips River Goldfield werd ontwikkeld. Ravensthorpe werd in 1901 officieel gesticht. Het werd naar het Ravensthorpe-gebergte genoemd. Dat gebergte werd in 1848 door Roe vernoemd naar de in 1847 tot bisschop van West en Zuid-Australië benoemde Augustus Short, die tevoren dominee was in Ravensthorpe in Northamptonshire (Engeland). Dat jaar werd in de streek ook begonnen met de bouw van de Rabbit-proof fence en werd in Ravensthorpe een post- en telegraafkantoor geopend. In 1904 en 1905 bouwde de overheid een aantal gieterijen rondom Ravensthorpe. In 1906 werden de gieterijen verkocht aan privébedrijven. Men begon met de aanleg van een dam om Ravensthorpe van water te voorzien. Het Commercial Hotel werd gebouwd. In 1907 bouwde men het Palace Hotel, een bank en een technisch instituut.
In 1909 opende de Western Australian Government Railways een spoorweg tussen Ravensthorpe en Hopetoun, om de goud-, koper- en landbouwproductie via de Mary Ann Harbour uit te voeren. Rond 1911 kende de mijnactiviteit een hoogtepunt. De Duitse mijnmanagers vertrokken voor het uitbreken van de Eerste Wereldoorlog. In 1918 sloten de kopersmelterijen en mijnen. De goudzoekers verlieten de streek. De crisis van de jaren 30 deed de streek verder leeglopen. In 1935 sloot de spoorweg en in 1937 het hospitaal en Mary Ann Harbour. De landbouwproductie werd nu over de weg tot Newdegate, en dan verder over het spoor tot Fremantle, vervoerd, in plaats van over de spoorweg naar Hopetoun en Mary Ann Harbour en verder over het water.
In 1947 werd in Ravensthorpe een graansilo gebouwd. Vanaf 1950 was er een busverbinding met Perth. In 1958 heropenden enkele kopermijnen en werden er 38 huizen gebouwd in Ravensthorpe. Het hospitaal heropende eveneens. De overheid gaf de laatste 325 landbouwkavels in de streek vrij. In 1962 werd een schapen- en rundermarkt geopend en de aanleg van een luchthaven bestudeerd. Ravensthorpe kreeg een nieuw politiebureau en gerechtszaal in 1967. CBH bouwde dat jaar ook nieuwe overdekte graanopslagplaatsen. Het jaar erop kreeg Ravensthorpe een waterleidingnet. In 1971 sloot de laatste kopermijn. Het nationaal park Fitzgerald River werd in 1973 opgericht. In 1984 werden de laatste landbouwkavels in de streek toegekend.
Tussen 1987 en 1991 werd terug naar goud gedolven. In 1993 werd het Commercial Hotel tot een gemeenschapscentrum omgebouwd. Het jaar erop werd de capaciteit van de dam vergroot en opende een openbaar zwembad.

## 21e eeuw
In 2000 overstroomde Ravensthorpe. Het nieuwe hospitaal van Ravensthorpe opende in 2004. Er werd begonnen met de bouw van het Ravensthorpe Nickel Project nabij Bandalup Hill. Het jaar erop werd een nieuwe luchthaven gebouwd tussen Ravensthorpe en Hopetoun. In 2008 ging het Ravensthorpe Nickel Project officieel van start doch het jaar daarna werd het stopgezet. Er gingen 1800 jobs verloren. Het project werd verkocht aan First Quantum Minerals Australia Pty Ltd maar lag anno 2019 stil. Galaxy Resources Ltd begon in 2009 wel naar spodumeen te delven voor de productie van lithium. Het nationaal park Fitzgerald River kreeg in 2014 opgewaardeerde toegangswegen en toeristische voorzieningen. In februari 2017 werd de streek getroffen door zware overstromingen. Op drie dagen tijd viel evenveel regen als normaal in een heel jaar.
Ravensthorpe is het administratieve en dienstencentrum van de Shire of Ravensthorpe. Het dorp maakt deel uit van het netwerk van verzamelplaatsen van de Co-operative Bulk Handling Group. De graanproductie van de landbouwbedrijven uit de omgeving wordt er gestockeerd en opgehaald.

## Toerisme
Het toerismekantoor van het district is gelegen in Hopetoun. Men vindt er informatie over onder meer onderstaande bezienswaardigheden in en rond Ravensthorpe:
- De Cocanarup Homestead werd tussen 1868 en 1871 gebouwd. Het is privé-eigendom maar kan op afspraak bezocht worden.
- De Government Smelter, die van 1906 tot 1908 in bedrijf was, staat 2 kilometer ten zuidoosten het dorp.
- Het Ravensthorpe Historical Society Museum is een streekmuseum.
- Het Ravensthorpe-gebergte biedt panoramische vergezichten over de streek.
- Het nationaal park Fitzgerald River en het nationaal park Frank Hann liggen kortbij.
- De Cattlin Creek Heritage Trail is een wandeling langs het erfgoed van Ravensthorpe waaronder het in 1906 gebouwde Palace Hotel en het graf van John Dunn.[11]

## Transport
Highway 1, de weg die de hoofdsteden van Australië verbindt, loopt door Ravensthorpe. De GE1, GE en GE4 busdiensten van Transwa doen Ravensthorpe aan.
Ravensthorpe Airport (IATA: RVT, ICAO: YNRV) ligt 28 kilometer ten zuiden van Ravensthorpe. Skippers verzorgt een verbinding met Perth.

## Klimaat
Ravensthorpe kent een koud steppeklimaat, Bsk volgens de klimaatclassificatie van Köppen. De gemiddelde jaarlijkse temperatuur bedraagt er 16,4 °C. Ravensthorpe ontvangt jaarlijks gemiddeld 437 mm neerslag.
| Maand                                  | jan  | feb  | mrt  | apr  | mei  | jun  | jul  | aug  | sep  | okt  | nov  | dec  | Jaar  |
| -------------------------------------- | ---- | ---- | ---- | ---- | ---- | ---- | ---- | ---- | ---- | ---- | ---- | ---- | ----- |
| Gemiddeld maximum (°C)                 | 29,0 | 28,3 | 26,6 | 23,8 | 20,1 | 17,3 | 16,4 | 17,3 | 19,6 | 22,5 | 25,1 | 27,2 | 22,8  |
| Gemiddeld minimum (°C)                 | 14,1 | 14,6 | 13,7 | 11,8 | 9,6  | 7,9  | 6,8  | 6,7  | 7,4  | 9,1  | 11,1 | 12,8 | 10,5  |
|                                        |      |      |      |      |      |      |      |      |      |      |      |      |       |
| Neerslag (mm)                          | 24,6 | 26,4 | 32,6 | 32,5 | 43,7 | 43,3 | 46,9 | 45,3 | 41,8 | 38,1 | 30,6 | 24,0 | 429,8 |
| Regendagen (dag)                       | 3,6  | 3,8  | 5,0  | 5,5  | 7,4  | 8,2  | 9,2  | 8,8  | 7,8  | 6,6  | 5,0  | 3,8  | 74,7  |
| Relatieve luchtvochtigheid (%)         | 47   | 48   | 49   | 51   | 56   | 60   | 58   | 56   | 51   | 48   | 47   | 45   | 51,3  |
| Bron: Australian Bureau of Meteorology |      |      |      |      |      |      |      |      |      |      |      |      |       |

## Galerij

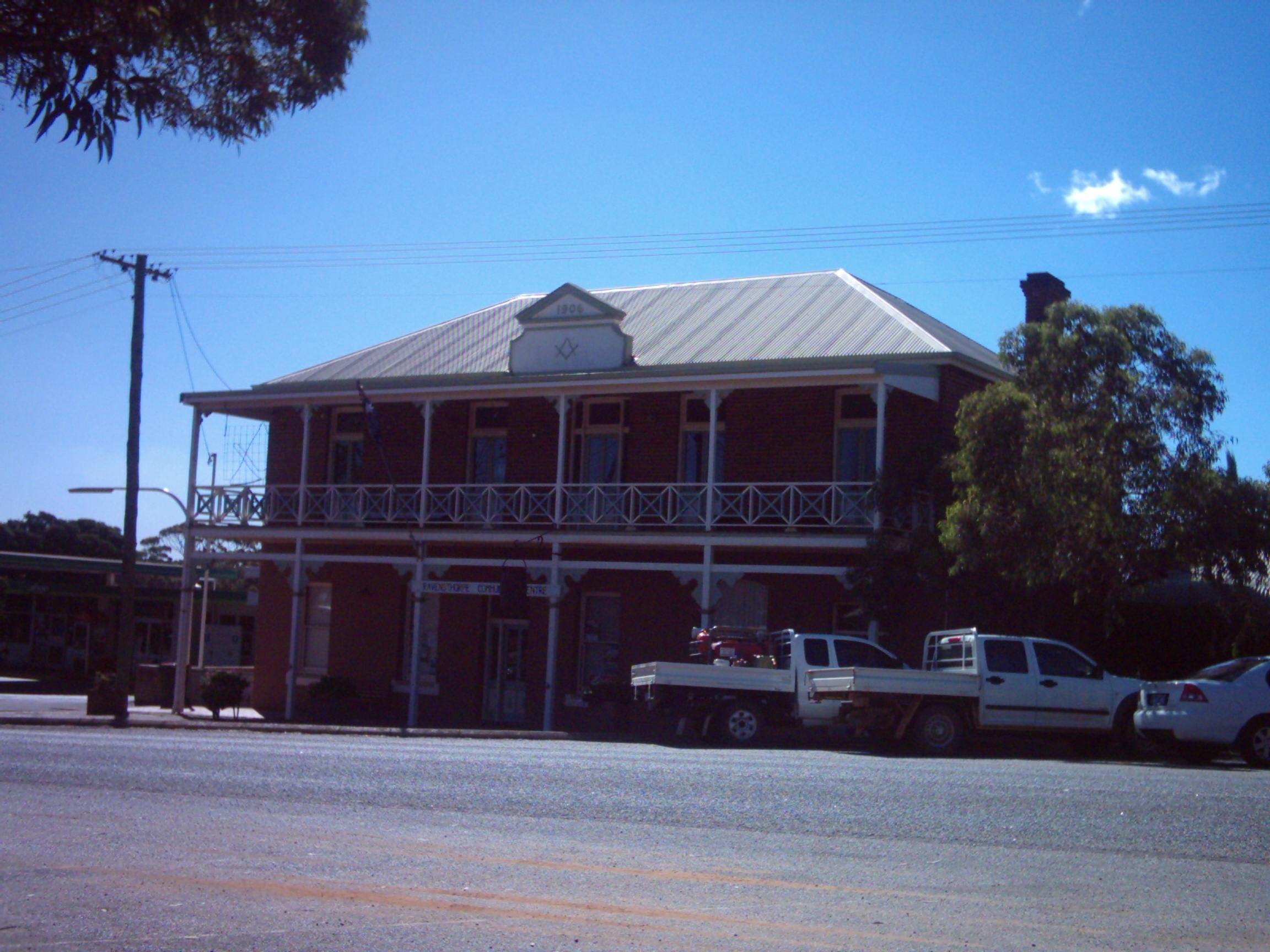
gemeenschapscentrum in Commercial Hotel uit 1906
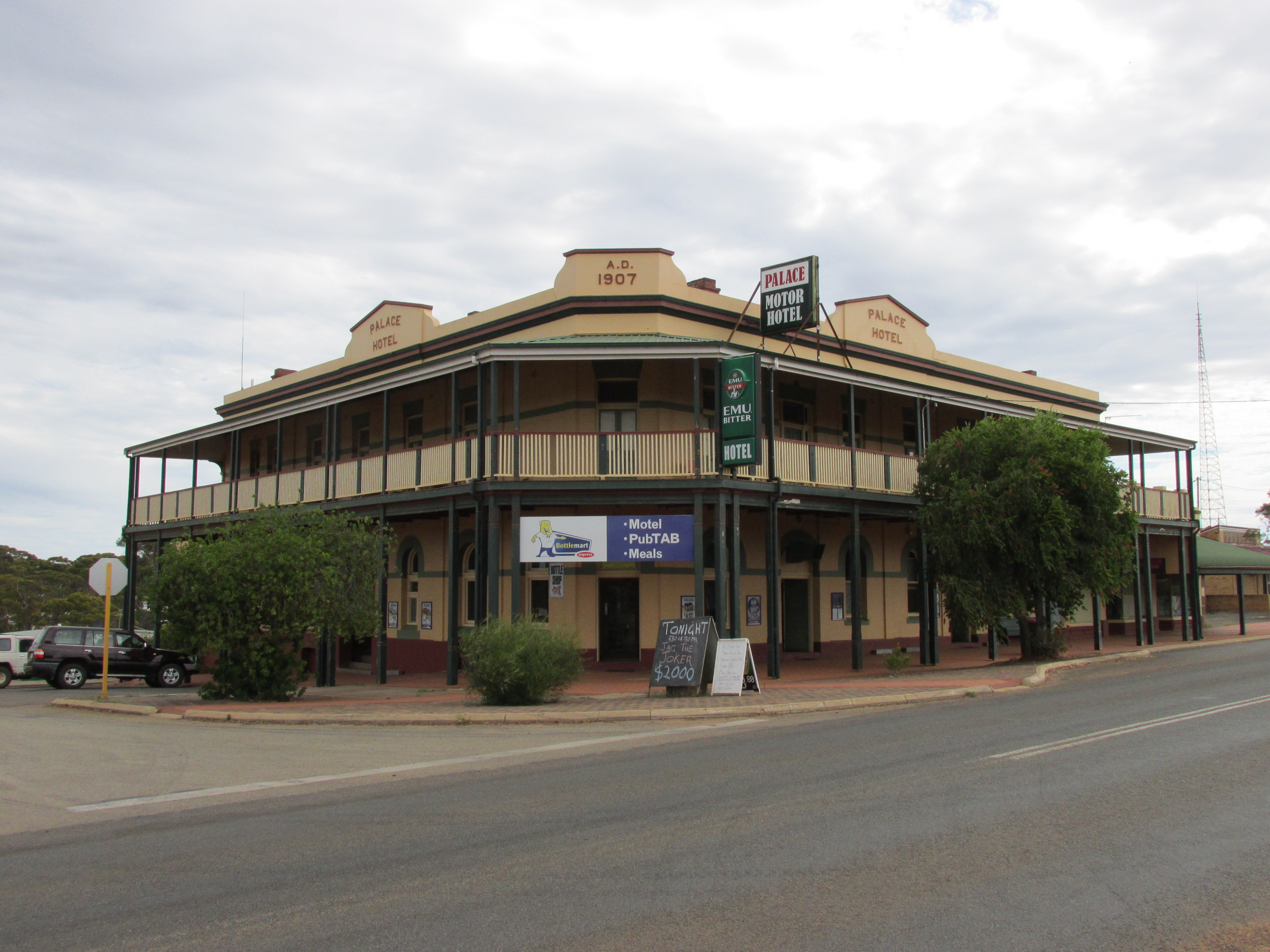
Palace Hotel uit 1907
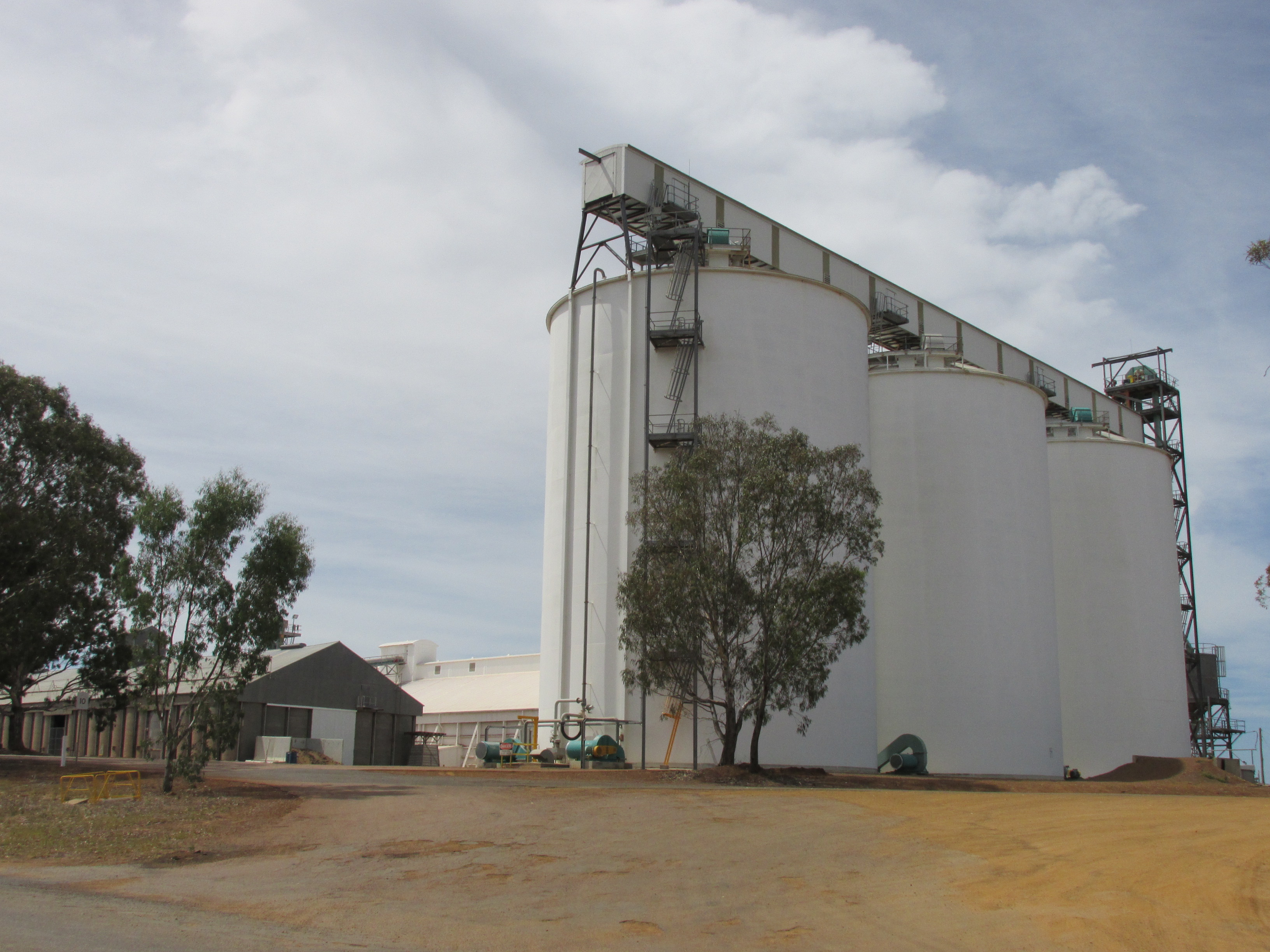
graanopslag door CBH
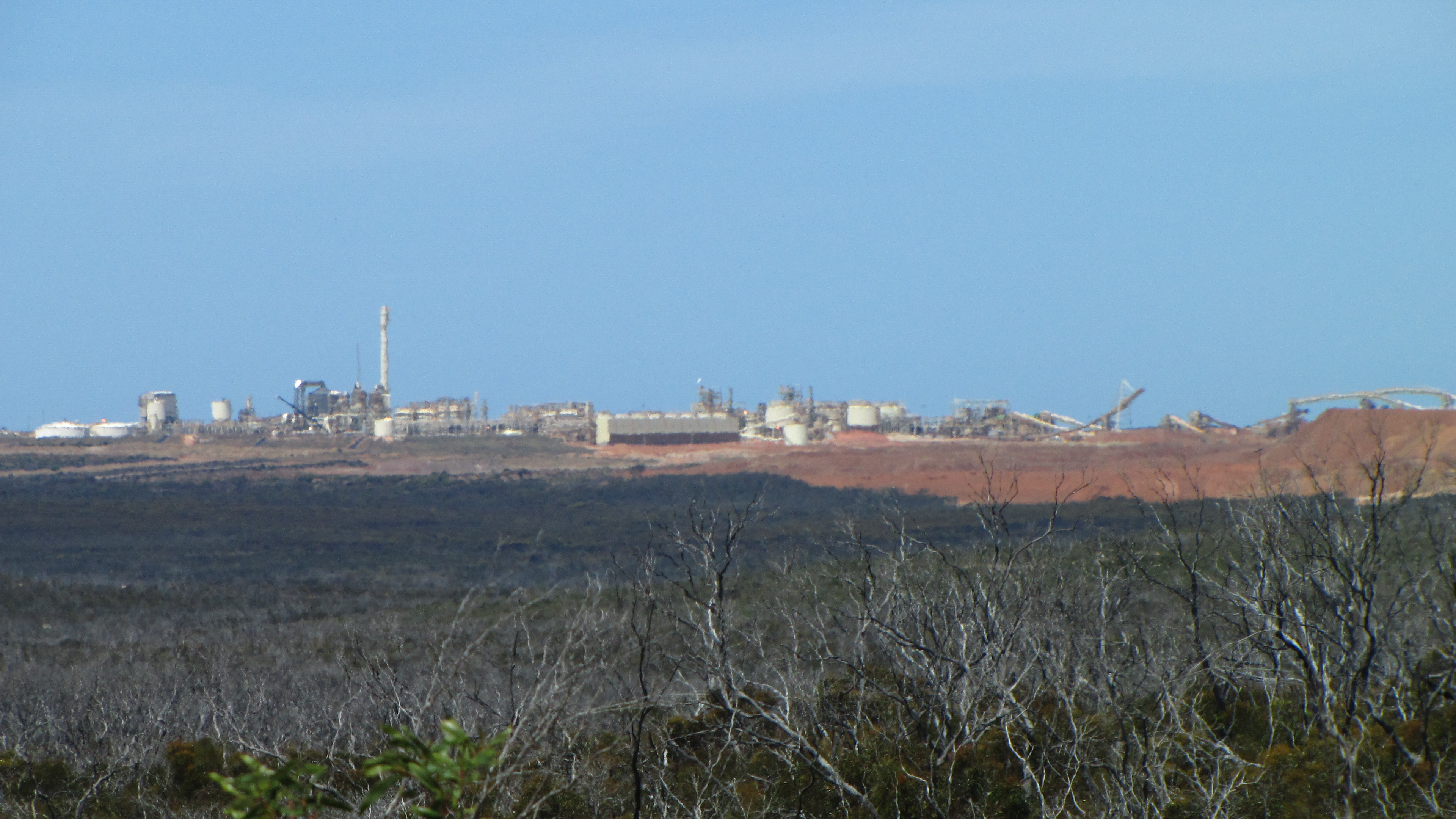
Ravensthorpe Nickel Project

Agnew · Balagundi · Balgarri · Bardoc · Beria · Black Flag · Bonnie Vale · Boorara · Boulder · Broad Arrow · Buldania · Bullabulling · Bulong · Burbanks · Burtville · Callion · Cascade · Comet Vale · Condingup · Coolgardie · Coonana · Cosmo Newbery · Cundeelee · Dalyup · Davyhurst · Duketon · Dundas · Dunnsville · Esperance · Eucla · Eulaminna · Euro · Feysville · Forrest · Gibson · Gindalbie · Golden Ridge · Goongarrie · Grass Patch · Gudarra · Gwalia · Higginsville · Hopetoun · Israelite Bay · Jerdacuttup · Kalgoorlie · Kambalda · Kambalda West · Kanowna · Kathleen · Kintore · Kookynie · Kurnalpi · Kunanalling · Kundana · Kurrajong · Kurrawang · Lakewood · Laverton · Lawlers · Leinster · Leonara · Linden · Londonderry · Loongana · Malcolm · Menzies · Mertondale · Mount Burges · Mount Ida · Mount Margaret · Mount Morgans · Mulgarrie · Mulwarrie · Mulline · Mungari · Munglinup · Murrin Murrin · Niagara · Norseman · Ora Banda · Princess Royal · Ravensthorpe · Rawlinna · Salmon Gums · Scaddan · Sir Samuel · Tampa · Vivien · Warburton · Waverley · Widgiemooltha · Windanya · Wingellina · Woodarra · Yarri · Yerilla · Yunndaga · Yundamindera · Zanthus